# Bimolten
Bimolten ist eine Bauerschaft und ehemalige Gemeinde im Landkreis Grafschaft Bentheim in Niedersachsen. Die Gemarkung gehört politisch zur Stadt Nordhorn.

## Geografie

### Lage
Bimolten liegt im südwestlichen Niedersachsen, etwa 4 Kilometer von der niederländischen und 30 km von der nordrhein-westfälischen Grenze entfernt. Die nächstgelegene Ortschaft ist Veldhausen (4 km nordwestlich), die nächsten Städte sind Nordhorn (7 km südöstlich) und Neuenhaus (7 km nordwestlich).

### Nachbarorte
Bimolten grenzt im Norden an die Gemeinde Osterwald, im Osten an die Bauerschaft Hohenkörben (Ksp. Nordhorn), im Süden an die Bauerschaft Bookholt und im Westen an Grasdorf.

## Geschichte

### 20. Jahrhundert
Am 1. März 1974 wurde Bimolten in die Kreisstadt Nordhorn eingegliedert.

## Kultur und Sehenswürdigkeiten

### Vereine
In Bimolten gibt es den Sportverein Rot-Weiß Bimolten e. V.

### Grünflächen und Naherholung
In der Gemarkung Bimolten liegt das seit 1941 ausgewiesene Naturschutzgebiet „Der Höst“, ein naturnaher Wald, der auf einer ehemaligen Heidefläche gewachsen ist.

## Wirtschaft und Infrastruktur

### Verkehr

#### Straßenverkehr
Durch Bimolten führt die Kreisstraße 12, die Nordhorn und Veldhausen miteinander verbinden. Die Anschlussstelle Wietmarschen der A 31 (Emden–Bottrop) liegt etwa 15 km, die Anschlussstelle Nordhorn/Bad Bentheim der A 30 etwa 20 km entfernt.

#### Öffentlicher Nahverkehr
In Bimolten besteht eine regelmäßige Rufbusanbindung der Verkehrsgemeinschaft Grafschaft Bentheim (VGB) nach Georgsdorf, wo es einen Anschluss an die Regionalbuslinie 700 nach Nordhorn und Twist (Emsland) gibt, sowie nach Veldhausen, wo ein Anschluss an die Regionalbuslinie 20 in Richtung Hoogstede sowie Neuenhaus existiert. In Neuenhaus bestehen Anschlüsse an die Bahnlinie RB 56 in Richtung Nordhorn und Bad Bentheim sowie an die Regionalbuslinie 30 in Richtung Nordhorn. Die nächsten Personenbahnhöfe befinden sich im jeweils ca. 10 km entfernten Neuenhaus sowie Nordhorn.

#### Luftverkehr
Im etwa 14 km entfernten Klausheide befindet sich der gleichnamige Verkehrslandeplatz. Hier können Motorflugzeuge bis maximal 10 t Gesamtgewicht und Segelflugzeuge starten und landen. Nächster internationaler Flughafen ist der Flughafen Münster/Osnabrück in Greven.

### Medien
Regionale Tageszeitung in Bimolten sind die Grafschafter Nachrichten.